# Pomnik poświęcony udziałowi profesorów Politechniki Warszawskiej w akcji V1 i V2

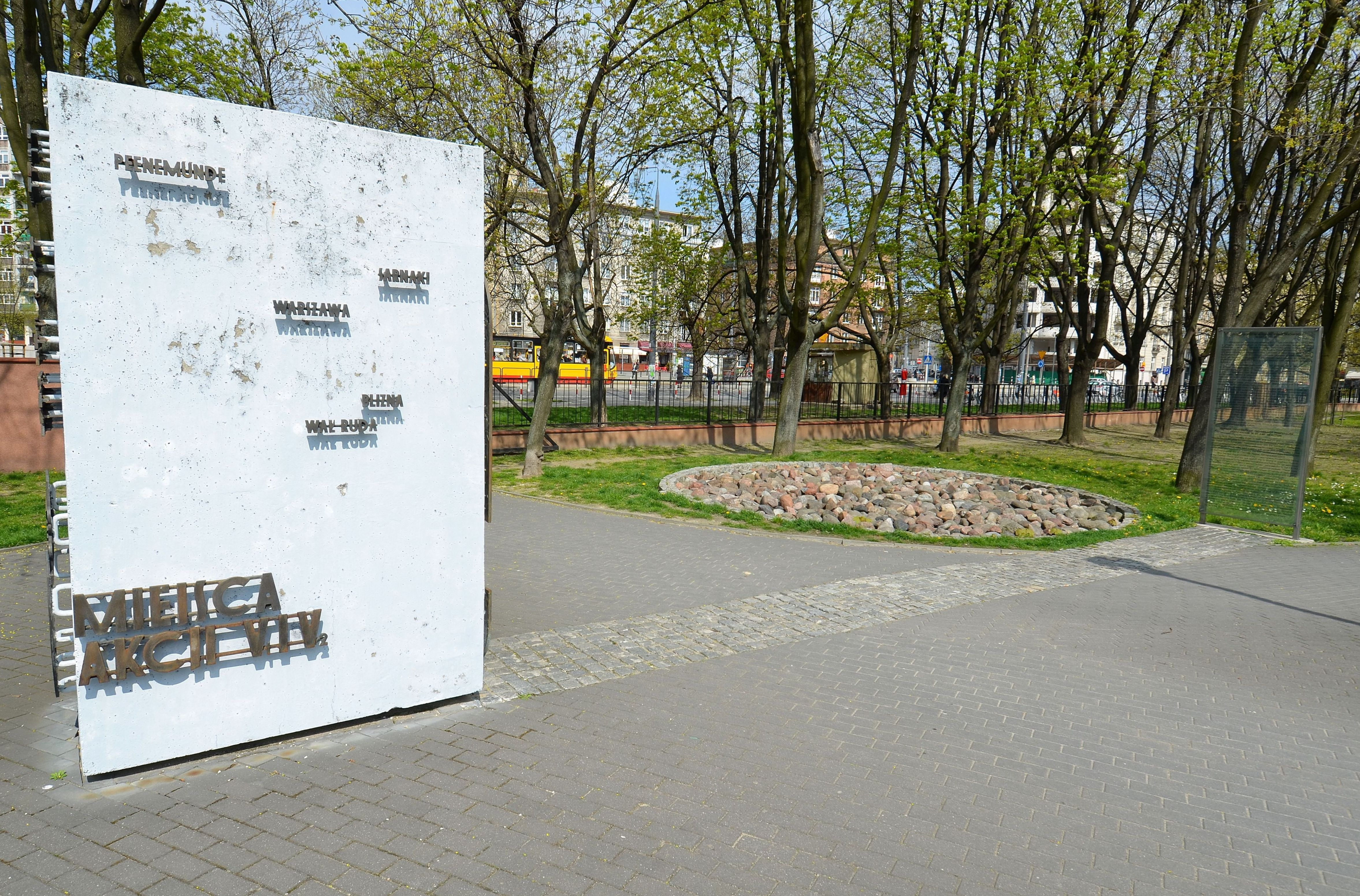
Pomnik od strony południowej, po prawej widoczna szklana tablica informacyjna

Pomnik poświęcony udziałowi profesorów Politechniki Warszawskiej w akcji V1 i V2 – monument znajdujący się przed gmachem Wydziału Elektroniki i Technik Informacyjnych Politechniki Warszawskiej przy ul. Nowowiejskiej 15/19, upamiętniający udział grupy pracowników naukowych tej uczelni w pracach nad rozszyfrowania systemu radiowego sterowania niemieckimi pociskami rakietowymi V1 i V2 w czasie II wojny światowej.

## Opis
Pomnik zaprojektowany przez Marka Łypaczewskiego ma kształt prostopadłościanu. Na czołowej (północnej) ścianie pomalowanego na kolor biały monumentu umieszczono napis z wykonanych z żelaza liter o treści:

Siłą nauki polskiej i odwagą społeczeństwa w akcji Armii Krajowej w latach 1942–1944 wykryto tajemnicę V1 i V2 przyczyniając się do zwycięstwa w II wojnie światowej.

Na południowej ścianie pomnika rozmieszczono nazwy miejsc związanych z akcją V1 i V2 (Blizna, Peenemünde, Sarnaki, Wał Ruda i Warszawa).
Na ścianie zachodniej upamiętniono kierowników akcji, Antoniego Kocjana i Stefana Waciórskiego, grupę wywiadowczą „Lombard” oraz profesorów Politechniki Warszawskiej prowadzących badania nad system sterowania pocisków V1 i V2 – Janusza Groszkowskiego, Bohdana Stefanowskiego, Marcelego Struszyńskiego oraz Józefa Zawadzkiego. W dolnej części znalazło się stylizowane godło Polski.
Od strony wschodniej umieszczono znak Polski Walczącej oraz husarskie pióra.
Monument został odsłonięty 30 listopada 1991.
Zgodnie z uchwałą Senatu Politechniki Warszawskiej z kwietnia 2007, pomnik został uzupełniony o szklaną tablicę informacyjną z opisem akcji w językach polskim i angielskim. Treść napisu na tablicy stanowił załącznik do uchwały Senatu PW.